# Alfred Vulpian
Edmé Félix Alfred Vulpian (París, 5 de enero de 1826–París, 18 de mayo de 1887) fue un médico francés.

## Biografía
Nacido en París el 5 de enero de 1826, estudió en la Facultad de Medicina de dicha ciudad. Fue nombrado médico residente en 1848, en su tercer curso, y trabajó en el laboratorio de Pierre Flourens. Su tesis doctoral, presentada en 1853, versaba sobre el origen de los nervios craneales del III al X. Tras ser designado médecin des hopitaux en 1857 y médico adjunto en 1860, en 1864 pasó a ocupar la cátedra de Fisiología de Flourens en el Museo Nacional de Historia Natural. Sustituyó en 1867 a Jean Cruveilhier en la cátedra de Anatomía Patológica. Además, Vulpian y Jean-Martin Charcot fueron nombrados altos cargos del hospital de la Salpêtrière en 1862.
Elegido miembro de la Académie Nationale de Médecine en 1869 y su secretario perpetuo desde 1886, cambió de nuevo de cátedra en 1872 para ocupar la plaza de Patología Experimental que había dejado libre Charles-Édouard Brown-Séquard. Fue elegido decano de la Facultad de Medicina en 1875. Falleció el 18 de mayo de 1887 a causa de una neumonía en su residencia en la calle Soufflot de París.

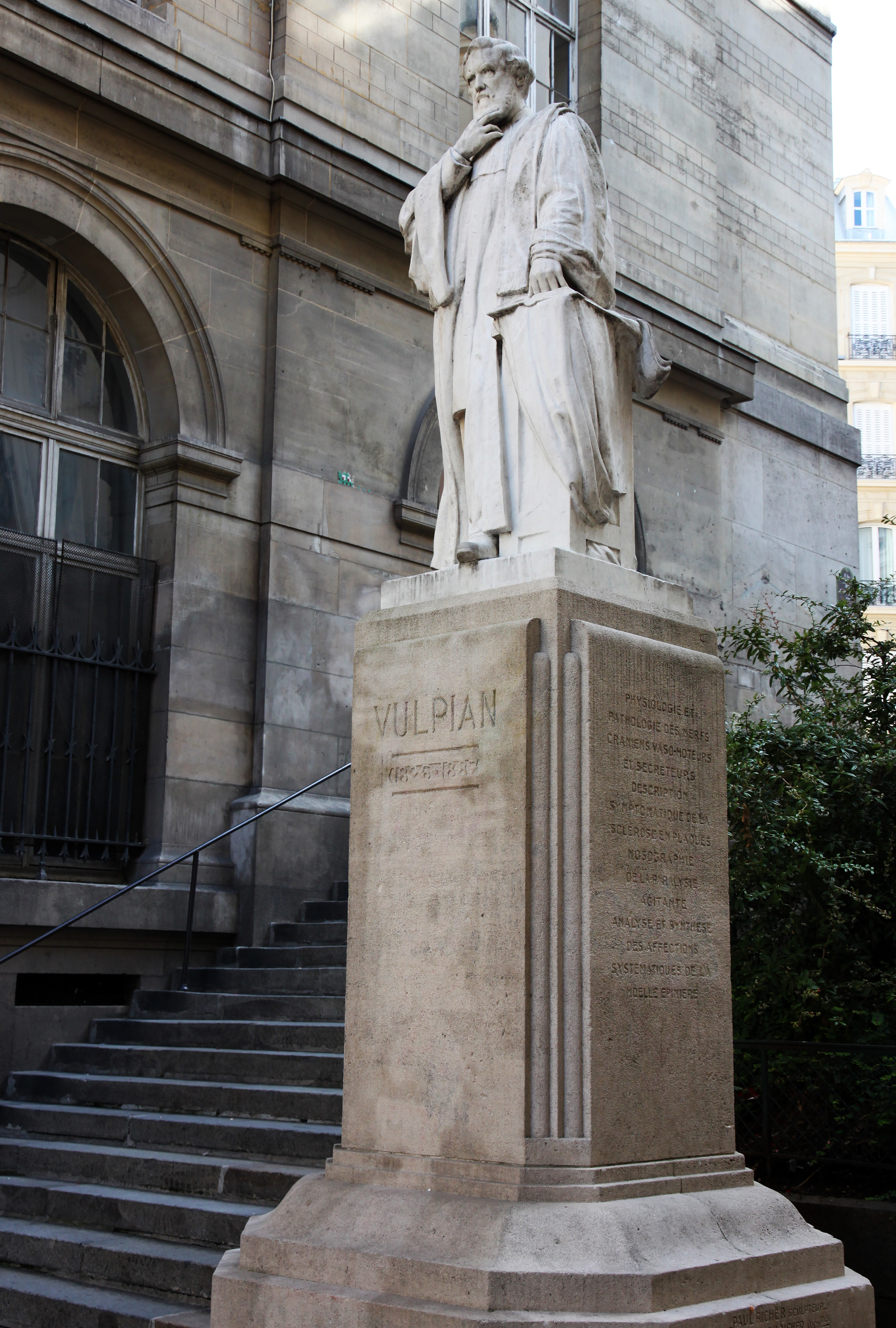
Estatua de Vulpian en la calle de Antoine Dubois en París

En cuanto a sus investigaciones, Vulpian dedujo en 1856 la existencia de una sustancia en la médula suprarrenal que se vertía a la sangre, o sea, la noradrenalina y la adrenalina. Elucidó los efectos de varios fármacos en el sistema nervioso y, junto con Charcot, hizo aportaciones al estudio de la enfermedad de Parkinson y la esclerosis múltiple. Llevan su nombre la ley de Vulpian, sobre la desviación conjugada de los ojos y la cabeza en la hemiplejía, el Sĺndrome de Vulpian-Bernhardt, un fenotipo de la Esclerosis Lateral Amiotrófica, y el fenómeno de Vulpian-Heidenhain-Sherrington. También con Charcot, fundó la revista Archives de Physiologie Normale et Pathologique. Desde el 4 de julio de 1928 existe una estatua representando a Vulpian en París, obra de Paul Richer.